# CBS Corporation
CBS Corporation var ägarbolaget bakom bland andra TV-bolaget CBS och kabelkanalen Showtime. Tillsammans med Time Warner står man även bakom TV-bolaget The CW. I koncernen ingår även CBS Radio samt flera olika företag som arbetar med utomhusreklam och driver olika sorters webbplatser. CBS Corporation var tidigare en del av världens största mediakoncern Viacom. Vid årsskiftet 2005/2006 delades dock koncernen i två: Viacom och CBS Corporation. 
I slutet av 2019 gick CBS Corporation samman med Viacom och bildade Viacom CBS som är noterat på Nasdaq.